# James Chappuis
 (mai 2016).
Si vous disposez d'ouvrages ou d'articles de référence ou si vous connaissez des sites web de qualité traitant du thème abordé ici, merci de compléter l'article en donnant les références utiles à sa vérifiabilité et en les liant à la section « Notes et références ».
Louis Philibert Claude James Chappuis, né le 10 novembre 1854 à Besançon et mort le 29 janvier 1934 à Paris, est un chimiste et physicien français.
Ses travaux ont entre autres porté sur la couche d'ozone. Les bandes d'absorption de l'ozone entre 375 et 650 nanomètres dans le spectre visible, les bandes de Chappuis, sont nommées en son honneur.

## Publications partielles
- Avec Alphonse Berget :
  - Leçons de physique générale, 3 volumes, Paris, 1891–1892, 2e éd., 1899–1911 ; 3e éd., 1923
  - Cours de physique, Paris, 1898
- Avec Alexis Jacquet : Éléments de physique industrielle, Paris, 3e éd., 1914 ; 11e éd., 1949